# 實業計畫

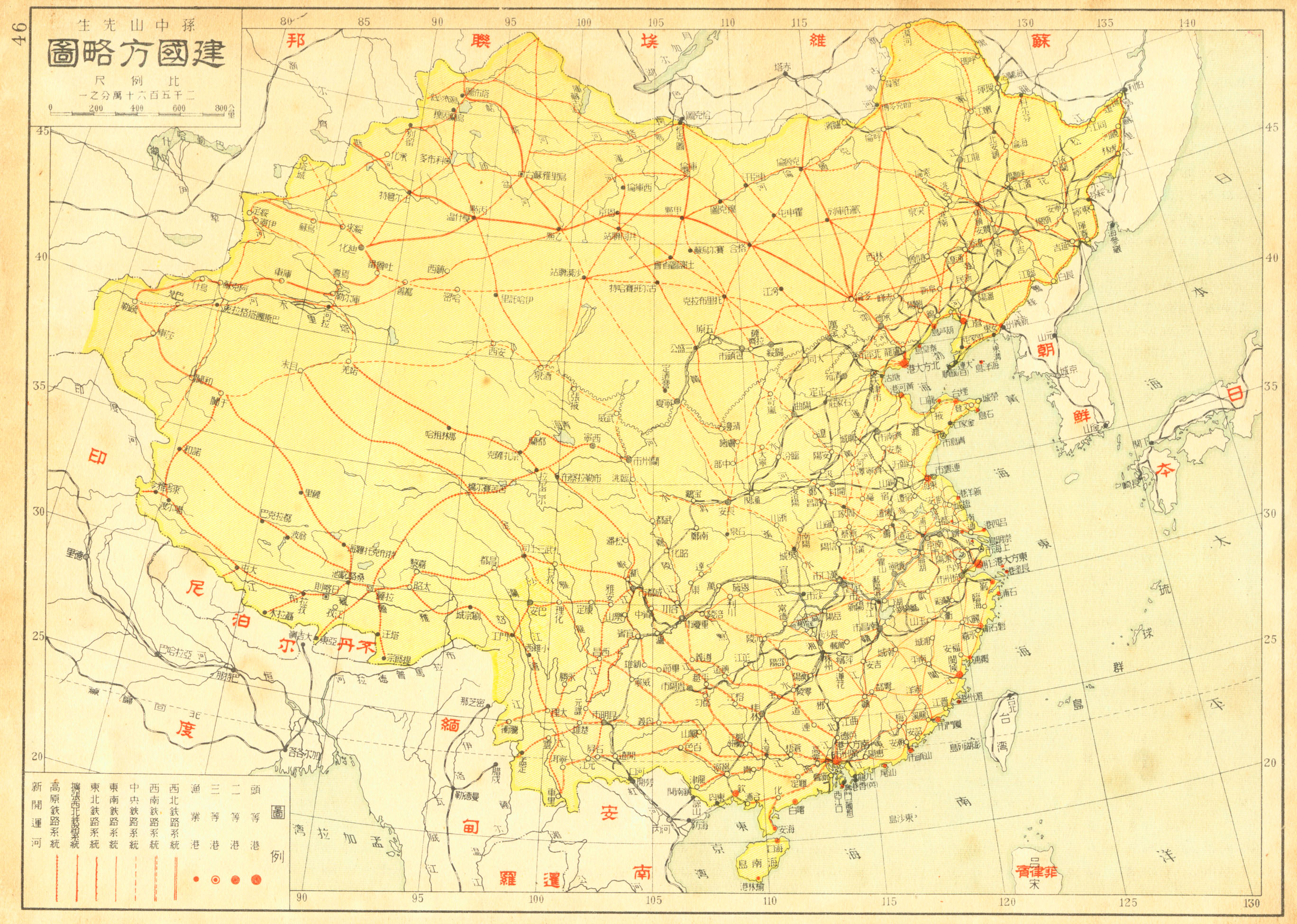
孫中山著書《建國方略》中「實業計畫」的示意圖，其中包含鐵路計畫

實業計畫，為孫中山《建國方略》之物質建設。1920年《實業計畫》完稿，原以英文發表，英文本名為The International Development of China（國際共同開發中國實業計劃書），是為「物質建設」。1921年10月10日由林雲陔、馬君武等人譯出中文本，孫中山在廣州發表中文自序。《實業計畫》中提出六項計劃，分港口建設、鐵路、道路建設、採礦業、治河道等八個範疇。而對於此計畫書，孫中山在其自序中有提到，希望借助外國資本與技術，與中國政府簽約一同開發中國，使得中國基礎建設與輕工業、重工業進行發展，中外共創雙贏。

## 著述過程

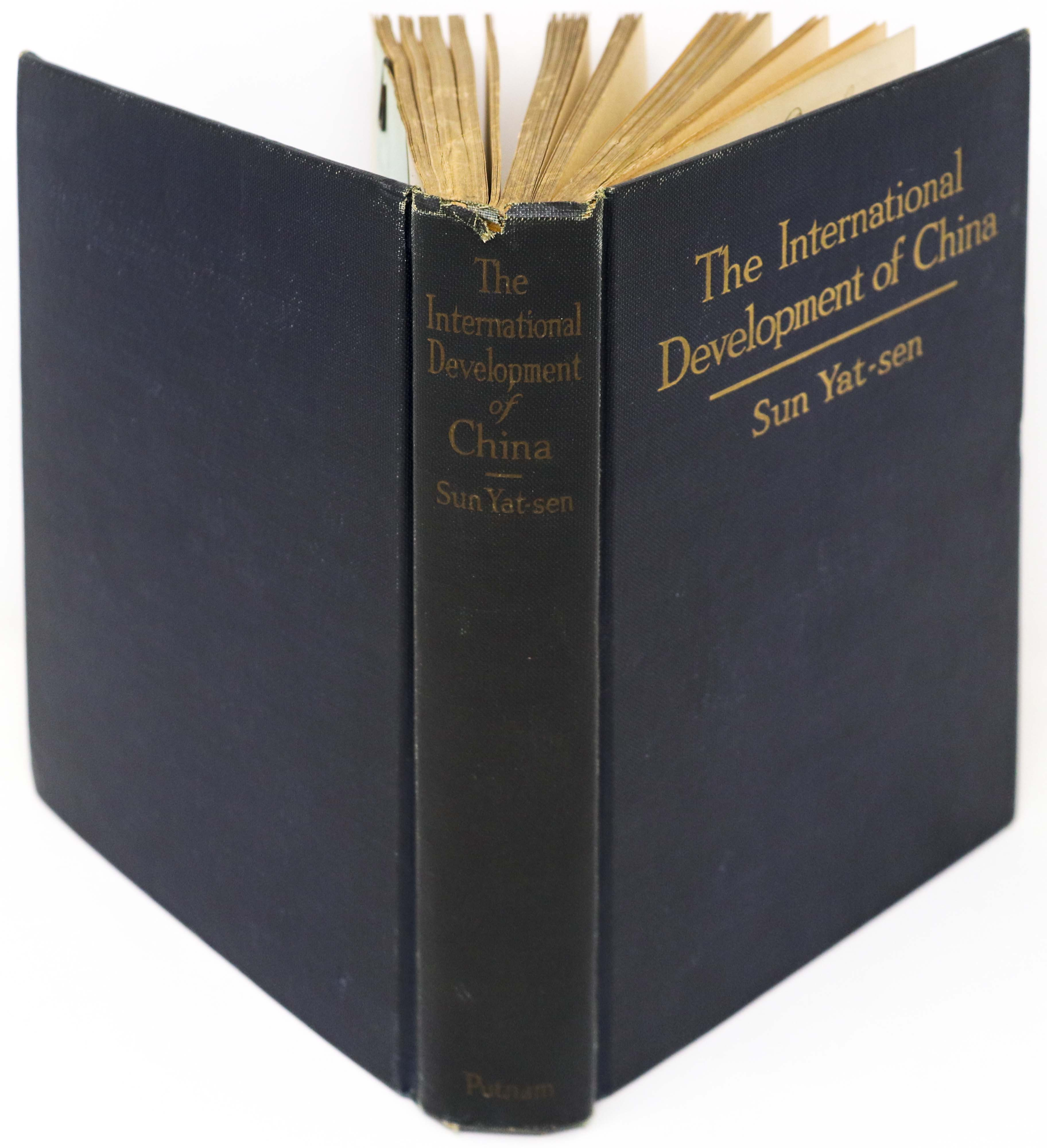
英文原版《实业计划》封面、封底
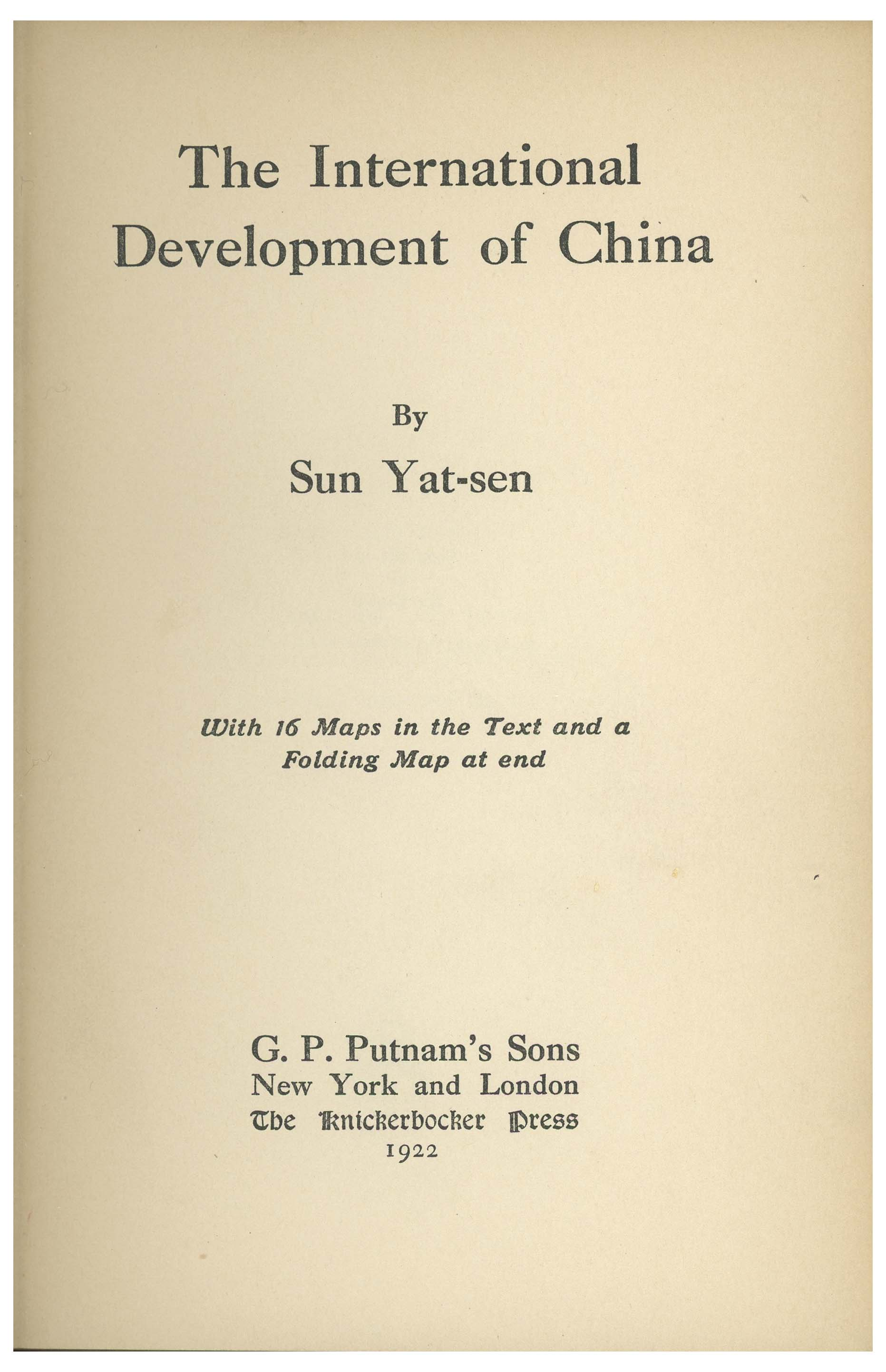
英文原版《实业计划》封二
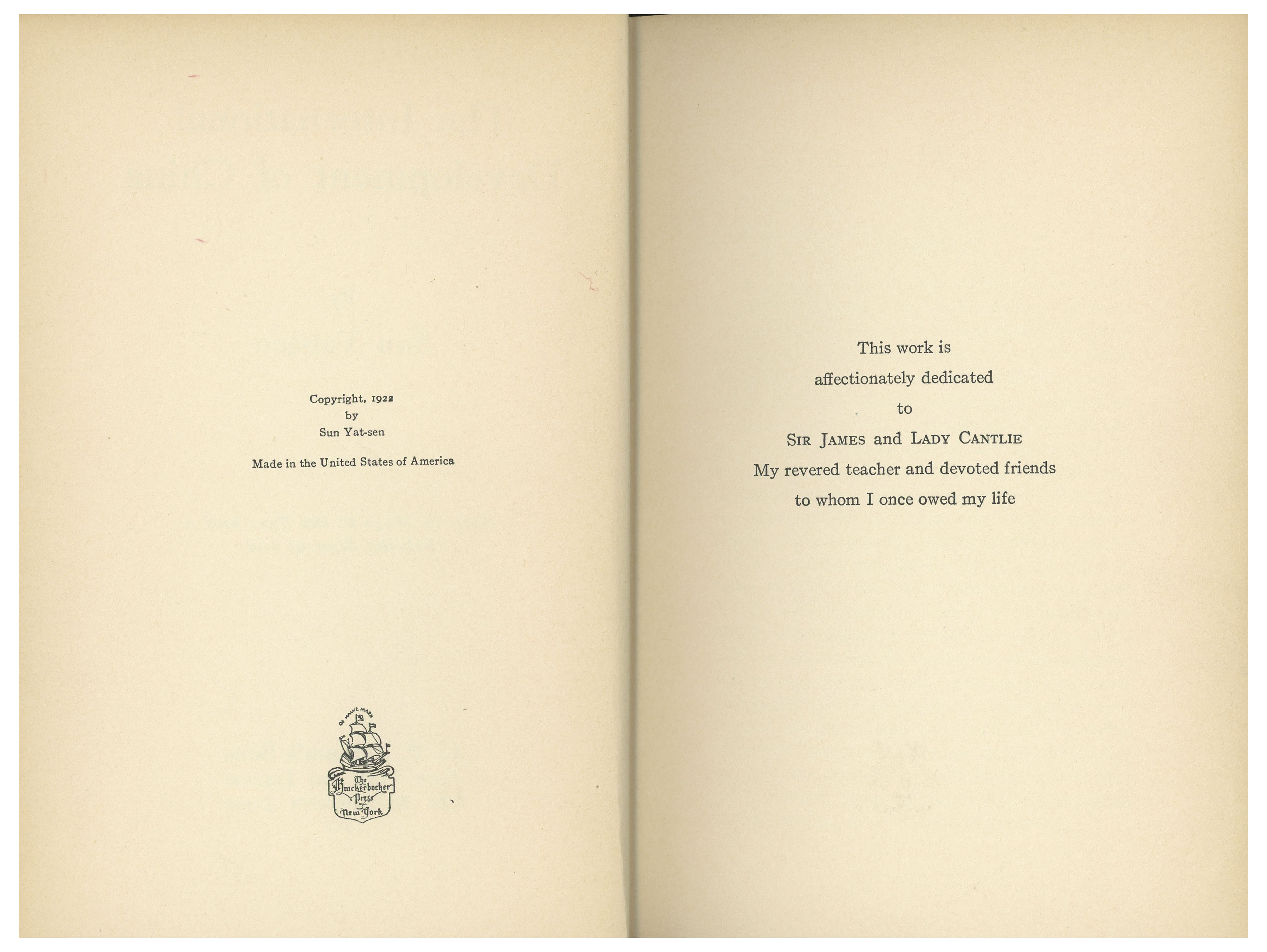
英文原版《实业计划》扉页，孙致辞感谢康德黎夫妇
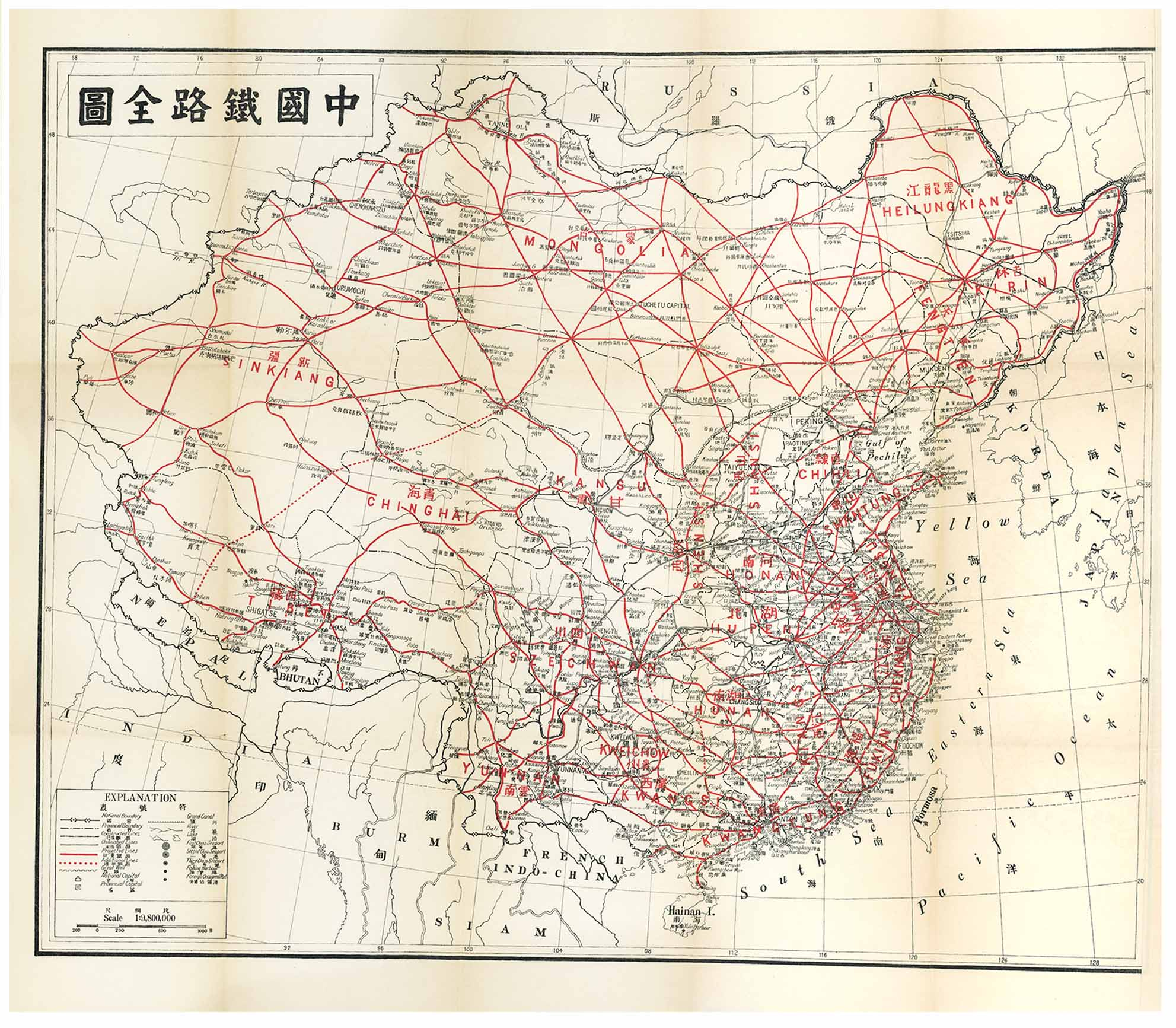
英文原版《实业计划》插图

曾經參與《實業計畫》校改的近代中國教育家蔣夢麟，在其回憶錄《西潮》一書中，描述孫中山如何以現代科學方法寫下此書，為中國工業化譜下藍圖。節錄如下：
孙中山先生于民国七年移居上海。我们前面已经谈过新诞生的民国的坎坷命运，而且一部分正受着割据各省的军阀统治。中山先生的国民党，最强大的据点是南方和上海。民国六年(一九一七年)，国民党成立新政府对抗北京政府，以求维护革命人士所致力的原则，并进而推广于全国。当时广州的南方政府是由总裁控制的。若干参加分子的政治见解非常肤浅，孙先生无法同意，乃离粤北上定居沪滨，从事中国实业计划的研究。
他的目光远超乎当时的政治纷争之外，他的实业计划如果顺利实现，可以解除人民贫困，促使国家富强，并使中国跻于现代工业化国家之林。根据中山先生的计划，中国的工业建设分为食衣住行四大类。这些都是人民生活所必需的，孙先生就根据这些因素计划中国的工业建设。
他设计了贯串中国广大领土内所有重要商业路线和军运路线的铁路网和軍路网；他定下发展中国商埠和海港计划；他也定下疏浚河流、水利建设、荒地开垦等的计划大纲。他又设计了发展天然资源和建设轻重工业的蓝图。他鉴于中国森林砍伐过度，又定下在华中、华北造林的计划。
他对工业发展规定了两个原则：(一)凡是可以由私人经营的就归私人经营；(二)私人能力所不及或可能造成垄断的则归国家经营。政府有责鼓励私人企业，并以法律保护之。苛捐杂税必须废除，币制必须改善并予统一。官方干涉和障碍必须清除；交通必须发展以利商品的流通。
铁道、公路、疏浚河流、水利、垦荒、商埠、海港等都规定由国家主持。政府并须在山西省建立大规模的煤铁工厂。欢迎外国资本，并将雇用外国专家。
孙中山先生是中国第一位有过现代科学训练的政治家。他的科学知识和精确的计算实在惊人。为了计划中国的工业发展，他亲自绘制地图和表格，并收集资料，详加核对。实业计划中所包括的河床和港湾的深度和层次等细节他无不了如指掌。有一次我给他一张导淮委员会的淮河水利图，他马上把它在地板上展开，非常认真的加以研究。后来我发现这幅水利图在他书房的壁上挂着。
在他仔细研究工业建设的有关问题和解决办法以后，他就用英文写下来。打字工作全部归孙夫人负责，校阅原稿的工作则由余日章和我负责。一切资料数字都详予核对，如果有什么建议，孙先生无不乐予考虑。凡是孙先生所计划的工作。无论是政治的、哲学的、科学的或其他，他都以极大的热忱去进行。他虚怀若谷，对于任何建议和批评都乐于接受。
因为他的眼光和计划超越了他的时代，许多与他同时代的人常常觉得他的计划不切实际，常常引用「知之非艰，行之唯艰」的传统观念来答复他。他对这些人的短视常常感到困扰。当他在四十年前倡导革命运动时，他就曾遭遇到同样的障碍。后来他写了一篇叫《心理建设》的文章，提倡知难行易的学说。中西思想重点不同的地方其中之一就是中国人重应用，而西洋人重理知。中国人重实际，所以常常过份强调实践过程中的困难，有时是实在的困难，有时只是想像的，以致忽视实际问题背后的原理原则。凡是经常接触抽象原则和理论的人，或者熟悉如何由问题中找出基本原则的人，都不难了解中山先生的立论。在另一方面，凡是惯常注重近功实利而不耐深思熟虑的人，可就不容易了解中山先生的主张了。在清室式微的日子里，中国并不缺乏锐意改革的人，但是真能洞烛病根，且能策定治本计划的人却很少。孙先生深知西方文化的发展过程，同时对中国的发展前途具有远大的眼光，因此他深感超越近功近利的原理原则的重要，他知道只有高瞻远瞩的知识才能彻底了解问题的本质。
只要我们把握这种基本的知识，实践起来就不会有不可解除的困难了。真正的困难在于发见基本的道理。事实上，不但真知灼见的事情，必能便利的推行，而在许多地方，即使所知不深，亦能推行无阻。例如水泥匠和木匠，只要他们照着建筑师的吩咐去做，即使他们不懂得建筑学，也照样能执行复杂的建筑蓝图。医药方面的情况更明显，诊断常常比用药困难，医科学生知道得很清楚，在研究医学之前，他必须对生理学和解剖学先有相当的了解，而在研究生理学和解剖学之前则又得先研究物理与化学等普通科学。每一种科学都是许多为学问而学问的人们经过几百年继续不断研究所积聚的结果。由此可见医学的基础知识之获得比行医远为艰难。
与孙先生同时代的人只求近功，不肯研究中国实际问题的症结所在，希望不必根据历史、社会学、心理学、科学等所得的知识，就把事情办好，更不愿根据科学知识来订定国家的建设计划。因此他们诬蔑孙先生的计划是不切实际的空中楼阁。他们的"现实的"眼光根本看不到远大的问题，更不知道他们自己的缺点就是无知和浅见，缺乏实际能力倒在其次。以实在而论，他们自己认为知道的东西，实只限于浅薄的个人经验或不过根据一种常识的推论。这样的知识虽然容易获得，但以此为实践基础反常常会遭受最后的失败。
在西洋人看起来，这些或许只是理论与实践，或者知识与行为的哲学论争，似乎与中国的革命和建设不发生关系。但是中山先生却把它看得很严重，认为心理建设是其他建设的基础，不论是政治建设、实业建设或社会建设。有一天我和罗志希同杜威先生谒见孙先生谈到知难行易问题，杜威教授对中山先生说："过重实用，则反不切实用。没有人在西方相信｢知」是一件容易的事。"

## 部分计划及其现代实践
- “北方大港”：曹妃甸
- “东方大港”：洋山深水港
- “南方大港”：广州黄埔港（以集装箱数量计算为世界第五大港）
- “殖民新疆”：新疆生产建设兵团
- “开发直隶、山西煤铁矿”：山西煤炭（煤炭储量两千亿吨，占全国储量六分之一，煤炭经济是全省经济支柱）、河钢集团（钢铁产量超越德国一国钢铁产量）
- “开发铜鼓洲”：大广海湾
- “长江上游水路改造”：荆江分洪工程、下荆江裁弯工程、长江三峡水利枢纽工程
- “东北铁路中区东镇”：松原市
- “高原铁路系统”：兰青铁路、青藏铁路、川藏铁路

## 外部連結
- 實業計畫摘要
- 實業計劃全文
- 建國方略--實業計畫(含圖) （页面存档备份，存于）
- 英文原版影印本下载 （页面存档备份，存于）